# 赵昌平
赵昌平（1945年—2018年），汉族，中华人民共和国政治人物、第十一届全国政协委员。
担任上海古籍出版社总编辑。2008年，当选第十一届全国政协委员，代表新闻出版界，分入第四十四组。2018年5月20日晚11点20分赵昌平先生因心脏病突发逝世。